# Nahum
Nahum (hebrejsky נַחוּם‎, Nachum), též Nahum Elkóšský, byl jedním z menších proroků, jehož proroctví je zaznamenáno v bibli.

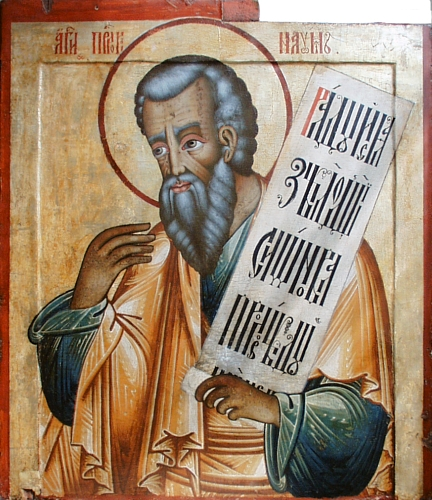
Prorok Nahum – ruská ikona z první čtvrtiny 18. století

Jeho kniha je v chronologickém pořadí řazena mezi knihu Micheáš a knihu Abakuk. Obsahem proroctví je zánik Asyrské říše a jeho hlavního města Ninive.
O jeho osobě je známo málo. Jeho jméno znamená „utěšitel“ a pocházel z města Elkóš (Nah 1,1). Podle některých vědců je město totožné s městem Elkoš v Asýrii či Capernaum v Galileji. Jedno z vysvětlení uvádí, že jeho spis byl sepsán okolo roku 615 před n. l., těsně před pádem Asýrie, zatímco jiné uvádí, že byl napsán až po jejím pádu v roce 612 před n. l.

## Historická souvislost
Archeologické výkopy odkryly krásu Ninive z dob panování Sinacheriba (704–681 před n. l.), Asarhaddona (680–669 před n. l.) a Aššurbanipala (668–627 před n. l.). Masivní hradby měly po obvodu osm mil. Město mělo vodní akvadukt, paláce a knihovnu s 20 000 hliněnými tabulkami, včetně popisů stvoření a potopy světa. Babylonská kronika uvádí příběh o konci Ninive. Vládce Nabopolasar z Babylónu spojil své síly s médským králem Kyaxaresem a tři měsíce město obléhali. Asýrie přežila ještě několik let po pádu této pevnosti, ale útoky egyptského faraona 26. dynastie Neko II. vedly k selhání snahy o oživení, přes pomoc judského krále Jóšijáše (poražen roku 609 před n. l.).

## Aktuální stav
Hrobka Nahuma je pravděpodobně uvnitř synagogy v Elkóši, ačkoli existují i další místa mimo Irák, která uvádí, že Nahum pochází od nich. Elkóš byl opuštěn při vyhnání židovského obyvatelstva v roce 1948 a synagoga je ve špatném statickém stavu, že to ohrožuje samu hrobku zničením. Hrobka byla naposledy opravena v roce 1796. Po vyhnání židů byly klíče k hrobce svěřeny Chaldejci jménem Sami Jajouhana. Ačkoli jen málo Židů navštíví historické místo, Jajouhana drží slib, který dal svým židovským přátelům a stále dohlíží na hrobku. V současné době tým stavebních inženýrů z USA a Velké Británie, vedený Huw Thomasem, hledá způsob záchrany budovy i hrobky. Peníze na renovaci získali v roce 2008.

## Liturgické oslavy
Prorok Nahum je uctívaný jak světec východním křesťanstvím. Podle pravoslavného kalendáře má svátek 1. prosince (14. prosince dle gregoriánského kalendáře). Je připomínán s dalšími menšími proroky v kalendáři arménské církve dne 31. července.

## Povaha Boha dle Nahuma
Bůh je přítomný jak Bůh trestající zlo a ochraňující ty, kteří v něho doufají:
- Kniha Nahum 1, 3 – Hospodin je shovívavý a velkorysý, ale viníka bez trestu neponechá.
- Kniha Nahum 1, 7 – Hospodin je dobrý, je záštitou v den soužení, zná se k těm, kteří se k němu utíkají.